# 성 니콜라오스 교회 (탈린)

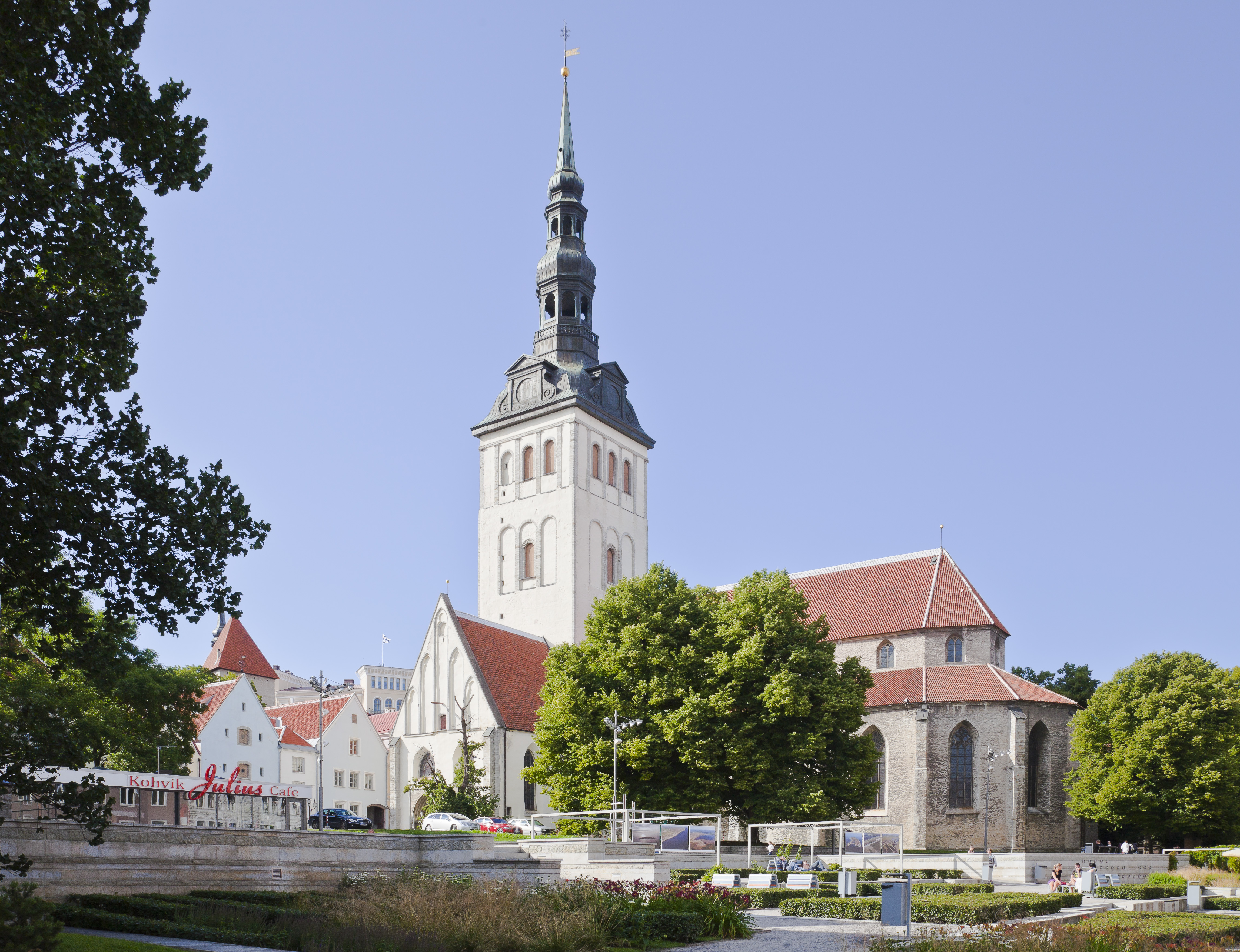
성 니콜라오스 교회

성 니콜라오스 교회(에스토니아어: Niguliste kirik)는 에스토니아 탈린에 있는 교회당이다. 성 니콜라오스에게 바쳐졌다. 원래 13세기에 지어졌지만, 제2차 세계 대전 중 소련의 탈린 폭격으로 부분적으로 파괴되었다. 건물 자체는 그 후 복원되었지만, 자체 회중이 없는 교회이기 때문에 제2차 세계 대전 이후로는 정기적인 종교 활동에 사용되지 않았다. 현재는 에스토니아 미술관의 한 분과인 니굴리스테 박물관(에스토니아어: Niguliste Museum)이 들어서 있으며, 주로 중세 이후의 교회 미술에 초점을 맞추고 있다. 또한 콘서트 홀로도 사용된다.